# Симптом ореола
Симптом ореола (симптом гало) — ряд называемых одинаково типичных радиологических признаков некоторых заболеваний.
При ультразвуковом исследовании симптом ореола является признаком височного артериита. Стандартным методом диагностики височного артериита является биопсия с морфологической верификацией, однако, УЗИ и МРТ, возможно, способны заменить её.
Помимо этого, выделяется симптом ореола Диюэла — признак внутриутробной гибели плода.
Симптом ореола в компьютерной томографии — округлая зона снижения пневматизации по типу «матового стекла» вокруг очага уплотнения лёгочной ткани, выявляемая при компьютерной томографии органов грудной клетки. Симптом может наблюдаться вокруг геморрагических, неопластических и воспалительных очагов, однако наиболее известен как ранний симптом инвазивного аспергиллёза лёгких.